# 佐藤秀明 (国文学者)
佐藤秀明（さとう ひであき、1955年 - ）は、日本近代文学研究者。近畿大学名誉教授。

## 人物
1955年神奈川県生まれ。立教大学大学院文学研究科博士後期課程満期退学。2010年「三島由紀夫の文学」で大阪大学・文学博士。
1997年 - 2003年椙山女学園大学教授。2003年4月 近畿大学文芸学部教授。定年退職し名誉教授。
三島由紀夫文学館・運営委員会研究員を務め、現在は三島由紀夫文学館館長（第3代）。『決定版 三島由紀夫全集』（新潮社）の編集に当たった、毎年刊の『三島由紀夫研究』編集委員でもある。

## 著書
- 『三島由紀夫 人と文学』「日本の作家100人」勉誠出版, 2006.2
- 『三島由紀夫の文学』試論社, 2009.5
- 『三島由紀夫：悲劇への欲動』岩波新書, 2020.10
- 『入門講座 三島由紀夫のこころ：31作品の勘どころ』平凡社新書, 2025.8

### 共編著
- 『三島由紀夫 美とエロスの論理』編[4]「日本文学研究資料新集30」有精堂出版, 1991.5
- 『三島由紀夫事典』松本徹, 井上隆史共編、勉誠出版, 2000.11
- 『三島由紀夫『金閣寺』作品論集』編「近代文学作品論集成17」クレス出版, 2002.9
- 『決定版 三島由紀夫全集 42　年譜・書誌』井上隆史, 山中剛史共編、新潮社, 2005.8
- 『同時代の証言 三島由紀夫』[5]松本徹, 井上隆史, 山中剛史共編、鼎書房, 2011.5
- 『三島由紀夫の言葉 人間の性(さが) 』編、新潮新書, 2015.11
- 『三島由紀夫紀行文集』編、岩波文庫, 2018.9
- 『三島由紀夫スポーツ論集』編、岩波文庫, 2019.5
- 『三島由紀夫書誌』山中剛史, 久保田裕子共編、日外アソシエーツ, 2025.5